# Ču Jün-šan
Ču Jün-šan (čínsky pchin-jinem Zhū Yùnshān, znaky zjednodušené 朱蕴山; 3. listopadu 1887 — 30. dubna 1981) byl čínský politik. Ve 20. letech pracoval v Kuomintangu a Komunistické straně Číny, ve 30. a 40. letech působil ve stranách „třetí síly“ Prozatímním akčním výboru Kuomintangu a Čínské demokratické lize. Od roku 1948 byl členem vedení Revolučního výboru čínského Kuomintangu. Po vzniku Čínské lidové republiky byl dlouholetým členem stálého výboru celostátního výboru Čínského lidového politického poradního shromáždění a poslancem Všečínského shromáždění lidových zástupců. Během kulturní revoluce byl donucen k odchodu z politických funkcí, od poloviny 70. let se do nich vracel a stal se místopředsedou celostátního výboru Čínského lidového politického poradního shromáždění (od 1978), místopředsedou stálého výboru Všečínského shromáždění lidových zástupců (od 1979) a předsedou ústředního výboru Revolučního výboru čínského Kuomintangu (od 1979).

## Život
Ču Jün-šan se narodil 3. listopadu 1887 v Lu-anu na západě provincie An-chuej. Připojil se k Čínské alianci, protimandžuskému revolučnímu hnutí v čele se Sunjatsenem a účastnil se sinchajské revoluce. Vstoupil do Kuomintangu a působil jako stranický aktivista, roku 1925 vstoupil i do Komunistické strany Číny. Po rozkolu komunistů a Kuomintangu roku 1927 se zúčastnil povstání v Nan-čchangu na straně komunistů, ale záhy se připojil k bývalé kuomintangské levici a roku 1930 se na vytvoření Prozatímního akčního výboru Kuomintangu a působil v jeho vedení. Během čínsko-japonské války se, v zájmu boje proti Japonsku, snažil o upevnění jednotné fronty a roku 1944 vstoupil do Čínské demokratické ligy, střechové organizace stran a hnutí odmítajících komunisty i Kuomintang.
Roku 1945 patřil mezi politiky, kteří se snažili odvrátil nové kolo občanské války, roku 1947 se v Hongkongu podílel na organizaci Revolučního výboru čínského Kuomintangu, založeného počátkem roku 1948, a stal se členem jeho vedení (stálého výboru ústředního výboru, měl na starosti organizační otázky). V Čínské lidové republice byl vybrán do stálého výboru celostátního výboru Čínského lidového politického poradního shromáždění, členem stálého výboru zůstal do konce života. Roku 1949 byl jmenován i členem lidového kontrolního výboru ústřední lidové vlády (do 1954). S ustavením Všečínského shromáždění lidových zástupců roku 1954 byl zvolen jeho poslancem, kterým po opakovaných znovuzvoleních (roku 1959, 1964, 1975 a 1978) také zůstal do konce života.
Během kulturní revoluce byl vyloučen z veřejných funkcí, k politické činnosti se vrátil v polovině 70. let, když byl v lednu 1975 znovuzvolen poslancem Všečínského shromáždění lidových zástupců i členem stálého výboru celostátního výboru Čínského lidového politického poradního shromáždění. Koncem 70. let povýšil mezi politiky celostátního významu, když byl v březnu 1978 zvolen místopředsedou celostátního výboru Čínského lidového politického poradního shromáždění, v červenci 1979 i místopředsedou stálého výboru Všečínského shromáždění lidových zástupců a v říjnu 1979 ještě předsedou ústředního výboru Revolučního výboru čínského Kuomintangu.
Zemřel v Pekingu 30. dubna 1981.